# 柴松岳
柴松岳（1941年11月—），男，汉族，浙江普陀人，中华人民共和国政治人物，曾任浙江省人民政府省长。

## 生平
1961年9月加入中国共产党，1958年10月参加工作。曾在新安江水电站上机关学校，中央党校中青年干部培训班学习，大专学历。曾任浙江省人民政府省长，国家电力监管委员会主席、党组书记。
1984年被选派到北京煤炭管理学院（后并入中国矿业大学）学习，毕业后就职于东北丰满水力发电厂、浙江黄坛口水电厂、富春江水电厂，后任富春江水电厂厂长。1988年，升任浙江省副省长。1997年，任代省长。1998年，当选浙江省省长。
2002年，接任国家电力监管委员会主席。2008年，当选第十一届全国政协常务委员，代表中国共产党，分入第二组，并担任经济委员会副主任。